# Sønnen fra Rullekælderen
Sønnen fra Rullekælderen er en dansk stum dramafilm fra 1911 produceret af Nordisk Films Kompagni efter filmmanuskript af Peter Christensen. Filmens instruktør er ukendt.
Filmen havde dansk premiere den 16. marts 1911 i Løvebiografen, og blev i tysktalende lande distribueret som Der Adoptivson og i engelsktalende lande som The Adopted Son.

## Handling
En fattig enke driver en lille rulleforretning i en kælder, men det går ikke godt for hende og den lille familie. Den afdøde mand har dog efterladt et brev, hvori er angivet, at hvis familien nogensinde kommer i virkelig nød, kan de rette henvendelse til den rige brygger, der har lovet at hjælp. Enkens datter, Ellen, tager kontakt til bryggeren, der hjælper familien. Bryggeren har dog som betingelse, at han må adoptere enkens yngste dreng, der minder så meget om den dreng som bryggeren og hans kone har mistet. Enken kan ikke nægte sin søn den lykke, at komme i et rigt hjem. Enkens to øvrige døtre vokser op og bliver prægtige piger, der elsker deres moder, men den bortadopterede søn, Hugo, kan ikke tåle luksus og rigdom og bliver en doven og udsvævende laban, der giver sine adoptivforældre ulykke, ligesom han fornægter sin egen moder og senere sine søstre. Med sine udskejelser og vilde liv tager han livet af adoptivfaderen, som han næsten har ruineret. Lovens lange arm lægges dog i sidste øjeblik på Hugos skuldre. Enken har mistet sin søn, men heldigvis har de to døtre fundet sig to stærke og brave ægtemænd, og enken har nu to sønner.

## Medvirkende
- Lauritz Olsen, Rig brygger
- Agnes Nyrop Christensen, Bryggerens kone
- Petrine Sonne, En fattig enke
- Leo Tscherning, Enkens søn
- Paul Welander
- Franz Skondrup
- Axel Boesen
- Rigmor Jerichau